# Алданов Марк Олександрович

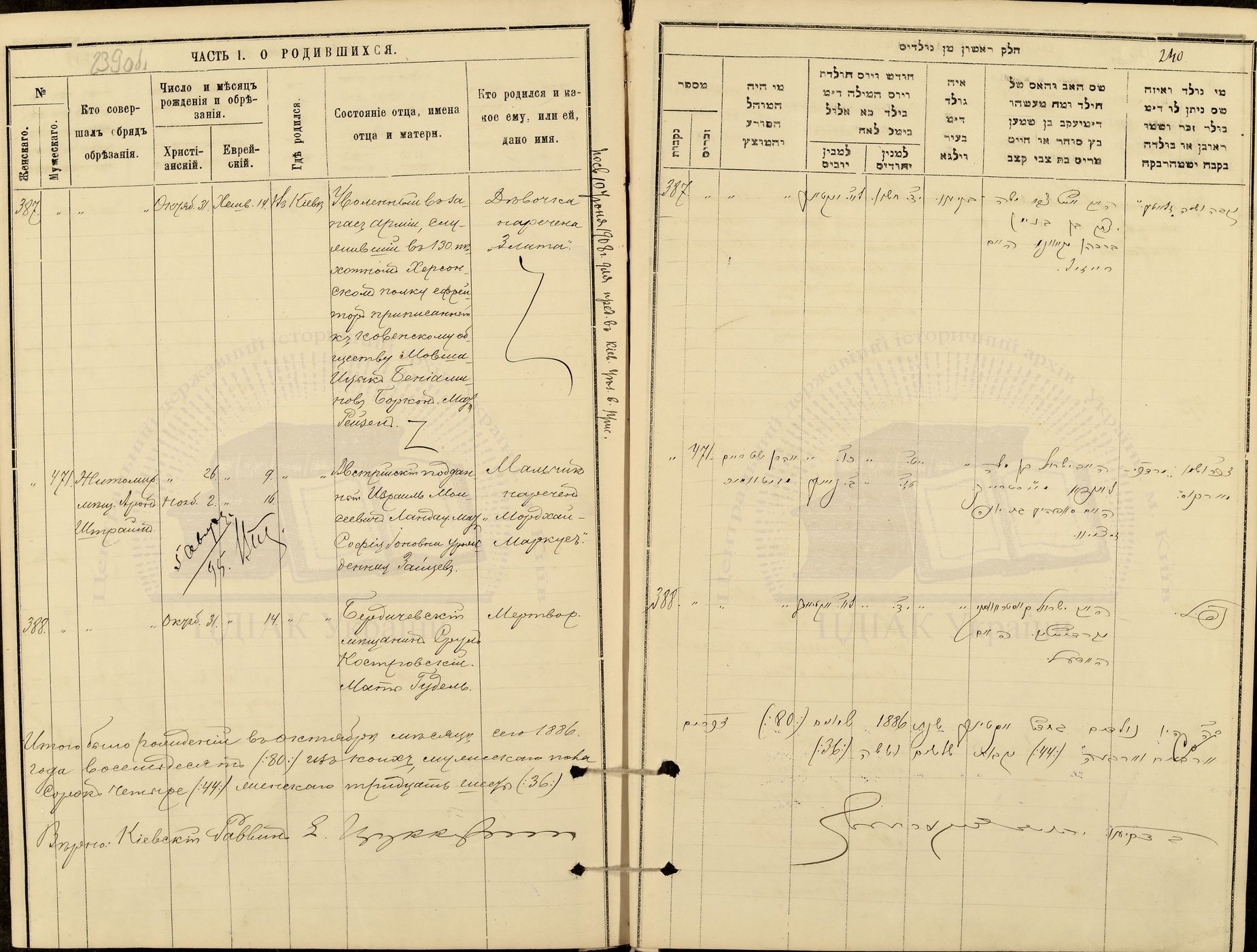
Запис про народження Мордхая-Маркуса Ландау

Марк Олекса́ндрович Алда́нов (справжнє ім'я Мордхай-Маркус Ізраїлевич Ландау; 26 жовтня (7 листопада) 1886, Київ — 25 лютого 1957, Ніцца) — хімік, російськомовний письменник та літературознавець.

## Біографія
Навчався в П'ятій київській гімназії та Київському університеті де навчався на юридичному та фізико-математичному (відділення хімії) факультетах; згодом у Колежі політичних та економічних наук (м. Париж).
Після революції 1917 емігрував до Франції, потім до США. Засновник Нового журналу (Нью-Йорк).
Як літератор дебютував у Росії літературознавчою працею «Толстой і Роллан», яку високо оцінила родина Толстих.
Перемогу Жовтневого більшовицького заколоту в Росії М. Алданов не прийняв і відреагував на нього публіцистичною працею «Армагедон», яка була заборонена радянською владою. В Парижі, куди письменник емігрував, він продовжив антибільшовицьку тему. Спочатку була опублікована стаття «Вогонь і дим» (своєрідне порівняння Великої французької та Російської революцій), а пізніше серія літературних портретів сучасників автора (історичних діячів, революціонерів, політиків).
З 1921 року М. Алданов стає відомим в еміграції письменником — автором талановитих романів та повістей, що були перекладені на 24 мови світу. Назвемо такі з них, як романи «Дев'яте термідора» (1928), «Змова» 1930), «Ключ» (1930), «Втеча» (1932), «Витоки» (1946), «Живи як хочеш» (1952).
На початку ІІ-ї Світової війни М. Алданов переїхав до США, де заснував літературне видання «Новий журнал» (виходить і нині). 1947 — повернувся до Франції.
Українська тематика відобразилася в багатьох творах М. Алданова, а «Повість про смерть» (1952) цілком ґрунтується на українському історичному матеріалі XIX століття.

## Твори
Написав цикл з 16 історичних романів, повістей, філософських казок про період кін. XVIII — середини ХХ ст. Публікував роботи з проблем експериментальної хімії.
- Толстой і Роллан
- 9 термідора
- Витоки
- Армагеддон